# Регионы Венесуэлы
Венесуэлу разделяют на два вида регионов: географические (природные) и административные. Географические регионы делятся на природные критерии, а административные районы образованы в целях управления, управляются  органами местного самоуправления.

## Географические (природные) регионы

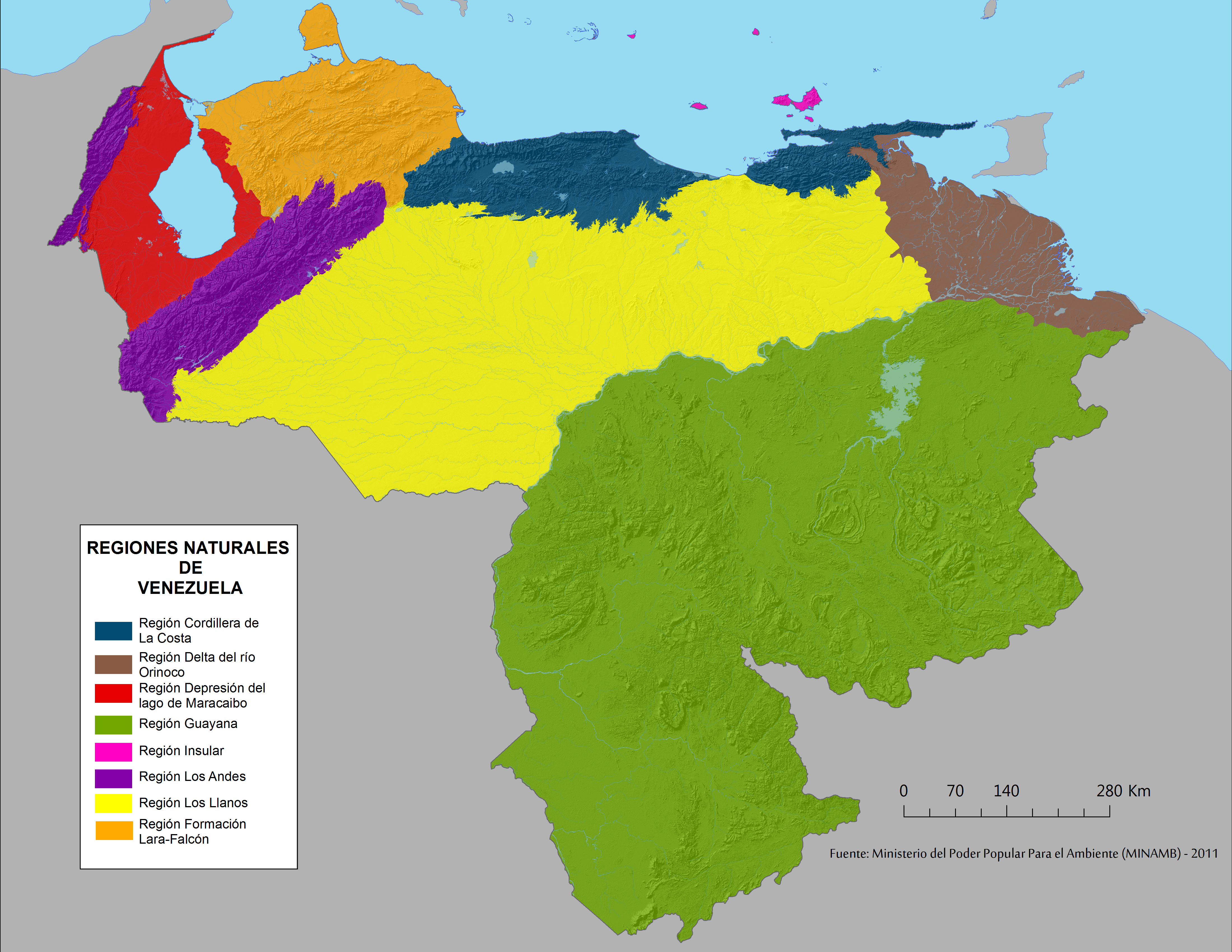
Природные регионы Венесуэлы

Из-за своей естественной структуры, Венесуэла может быть разделена на восемь очень различных географических природных регионов. При оценке природной области человеческого вмешательства нет. Группы естественных регионов Венесуэлы сформировались как следствие объединения геофизических элементов, таких как: геологическое строение, рельеф, климат, гидрография, растительность, почвы и прочее.
Географическими региональными группами, составляющими венесуэльскую территорию, являются:
- Природный регион Анд
- Природный регион Карибской горной системы
- Природный регион Гуаяны
- Островной природный регион
- Природный регион горной системы Лара-Фалкон
- Природный регион Лос-Льянос
- Озеро Маракайбо
- Природный регион дельты Ориноко

## Административные регионы

Административныерегионы Венесуэлы:
Сулийский
Гайанский
Центральный
Центрально-западный
Островной
Андский
Восточный
Ланосский

Штаты Венесуэлы, столичный округ и федеральные зависимые территории были сгруппированы в административные регионы на основании  референдума 1969 года, который институционализировал процесс развития региона. Созданные таким образом регионы были модифицированы до достижения их нынешней формы.
| Административный регион    | Население | Площадь     | Штаты                                          |
| -------------------------- | --------- | ----------- | ---------------------------------------------- |
| Андский регион             | 3 911 278 | 56,700 км²  | Баринас, Мерида, Тачира, Трухильо и город Паез |
| Столичный регион           | 4 687 002 | 9,879 км²   | Миранда, Варгас, Столичный округ Венесуэлы     |
| Центральный регион         | 3 851 290 | 26,464 км²  | Арагуа, Карабобо, Кохедес                      |
| Центрально-западный регион | 3 703 675 | 66,900 км²  | Фалькон, Лара, Португеса, Яракуй               |
| Гайанский регион           | 1 776 545 | 458,344 км² | Боливар, Амазонас, Дельта-Амакуро              |
| Островной регион           | 439 900   | 1,492 км²   | Нуэва-Эспарта, Федеральные владения            |
| Ланосский регион           | 1 181 650 | 141,486 км² | Апуре (без города Паез), Гуарико               |
| Западный регион            | 3,165,217 | 84,030 км²  | Гуарико, Монагас, Сукре                        |
| Сулийский регион           | 3 520 376 | 63 100 км²  | Сулия                                          |